# Хенделис, Андрис
Андрис Хенделис (род. 9 июля 1945 года) - советский и латвийский хоккеист.

## Карьера
Впервые вышел на лёд в составе «Динамо» в сезоне 1965/66 года, когда команда выступала в первой лиге чемпионата СССР. Несколько сезонов был капитаном команды после выхода Динамо» в высшую лигу чемпионата СССР.
Сезон 1973-74 был первым и последним для Хенделиса в высшей лиге. Хенделису было уже 29 лет - возраст весьма критический для скоростной системы тренера рижан Виктора Тихонова.
В сезоне 1974/75 выступал за рижскую команду из второй лиги. В 1975 году ушёл из спорта.
Конец 70-х начало 80-х играл за рижскую команду «Ювелирис».
После окончания карьеры хоккеиста работал тренером и судьёй.
В 1991-93 годах с началом розыгрыша чемпионата Латвии выступал в созданной им же команде «Vecmeistars» («Старые мастера»), проведя 25 игр и набрав 14+13 очков по системе гол+пас.